# Kaca Pura
Kaca Pura is een bestuurslaag in het regentschap Tanggamus van de provincie Lampung, Indonesië. Kaca Pura telt 2059 inwoners (volkstelling 2010).